# João Lucas Marques Barbosa
João Lucas Marques Barbosa (Fortaleza, 9 de abril de 1943) é um físico, pesquisador e professor universitário brasileiro.
Comendador e grande oficial da Ordem Nacional do Mérito Científico e membro da Academia Brasileira de Ciências, João Lucas é professor emérito do Departamento de Matemática, da Universidade Federal do Ceará, autor de vários livros de matemática. É membro do Conselho de Ciência e Tecnologia do governo do estado do Ceará.

## Biografia
João Lucas nasceu em Fortaleza, em 1943. Vindo de família pobre, perdeu o pai, comerciante de cereais no Mercado Central de Fortaleza, em 1946, quando tinha apenas 3 anos. Sua mãe foi professora primária e diretora de escolas de primeiro grau, dos 17 até os 70 anos. João Lucas foi alfabetizando em casa, tendo estudado os primeiros anos nas Escolas Reunidas Domingos Brasileiro, depois no Colégio Castelo Branco, e, por último, no Liceu do Ceará, em curso noturno, onde concluiu o curso científico.
No Liceu estudou à noite, pois ingressara no Curso de Aprendizagem Bancária, criado pelo Banco do Nordeste do Brasil com o objetivo de formar profissionais para a carreira bancária. Ao se graduar, ingressou como funcionário do Banco do Nordeste. O curso universitário veio apenas em 1962, quando ingressou na Universidade Federal do Ceará (UFC), na primeira turma do Curso de Bacharelado em Matemática da então recém-criada Faculdade de Filosofia, Ciências e Letras. Passou em primeiro lugar no vestibular do curso.
Em seu primeiro ano teve aula com o matemático Elon Lages Lima, com quem aprendeu cálculo e, no terceiro ano, com Manfredo do Carmo, com quem conheceu a área de Geometria Diferencial, área pela qual se interessou quase que imediatamente. Recebeu bolsa de iniciação científica em seu primeiro ano, o que o fez se afastar do Banco do Nordeste. Conseguiu manter a bolsa até o segundo semestre de 1964, mas acabou perdendo, assim como seu emprego no banco. Assim passou a lecionar em cursinhos e colégios a fim de ganhar dinheiro.
Foi líder estudantil, presidente de diretório acadêmico, membro da equipe de direção da Juventude Universitária Católica e até candidato a presidente do Diretório Central dos Estudantes. O bacharelado foi obtido em dezembro de 1965 e através de concurso público, ingressou na Universidade Federal do Ceará como auxiliar de ensino. Ao mesmo tempo, começou o mestrado em matemática, defendendo a dissertação em julho de 1967.

## Carreira
Já casado em 1969, conseguiu bolsa do CNPq e partiu para o doutorado na Universidade da Califórnia em Berkeley, na época o melhor centro para o estudo da Geometria diferencial. Sua tese, defendida em 1972 sob orientação de Shiing-Shen Chern, versou sobre imersões mínimas, assunto que estava na moda naquela época.
De volta ao Brasil, lecionou no curso de matemática da UFC e nos ensinos fundamental e médico em escolas da capital cearense. Atuou como coordenador de curso de pós-graduação e, por último, como Presidente da Fundação Cearense de Amparo à Pesquisa. É autor de vários livros de geometria euclideana plana e de geometria hiperbólica.
Sua linha de pesquisa foca nas imersões com r-curvatura prescrita e questões de estabilidade.